# Coren
Coren é uma comuna francesa na região administrativa de Auvérnia-Ródano-Alpes, no departamento de Cantal. Estende-se por uma área de 16,76 km². Em 2010 a comuna tinha 452 habitantes (densidade: 27 hab./km²).